# Ben Cottreau
Ben Cottreau (* 4. April 1985 in Toronto, Ontario) ist ein ehemaliger kanadischer Eishockeyspieler, der zuletzt bei den Hannover Scorpions in der Deutschen Eishockey Liga unter Vertrag stand.

## Karriere
Cottreau begann seine Karriere in der Saison 2001/02 bei den Markham Waxers in der Ontario Provincial Junior Hockey League. Dort spielte der Flügelstürmer drei Jahre, ehe er 2004 ans Mercyhurst College wechselte. Mit der Hochschule spielte der Kanadier bis 2008 in der National Collegiate Athletic Association.
Im Verlauf der Saison 2007/08 gab Cottreau sein Profidebüt in der American Hockey League bei den Albany River Rats, als er nach Beendigung der College-Saison in zehn Saisonpartien auflief. Nachdem der Linksschütze zunächst einige Probespiele für die Landshut Cannibals absolviert hatte, unterzeichnete er vor der Saison 2008/09 einen Einjahresvertrag bei den Cannibals. Ab der Saison 2009/10 ging Cottreau für die Hannover Scorpions aufs Eis und gewann mit diesen 2010 die deutsche Meisterschaft. In der Saison 2010/11 konnte Ben kein einziges Pflichtspiel bestreiten, da er nach einer erneuten Gehirnerschütterung in der Vorbereitung nach wie vor mit dieser Verletzung zu kämpfen hatte.
Wie am 12. Mai 2011 bekannt wurde, musste Cottreau seine Karriere aufgrund einer Gehirnerschütterung beenden, da die Gefahr besteht, dass bei einer weiteren Verletzung im Kopfbereich, Schäden im Hirn zurückbleiben.

## Erfolge und Auszeichnungen
- 2010 Deutscher Meister mit den Hannover Scorpions

## Karrierestatistik
(Legende zur Spielerstatistik: Sp oder GP = absolvierte Spiele; T oder G = erzielte Tore; V oder A = erzielte Assists; Pkt oder Pts = erzielte Scorerpunkte; SM oder PIM = erhaltene Strafminuten; +/− = Plus/Minus-Bilanz; PP = erzielte Überzahltore; SH = erzielte Unterzahltore; GW = erzielte Siegtore; 1 Play-downs/Relegation; Kursiv: Statistik nicht vollständig)